# Kelet-Közép-Anglia
Kelet-Közép-Anglia (angolul East Midlands) egyike Anglia kilenc hivatalos régiója közül. Anglia középső területeinek keleti részét jelenti, amelyet Derbyshire, Leicestershire, Lincolnshire nagyobb része, Northamptonshire, Nottinghamshire és Rutland megyék alkotnak.
A régió területe 15,627 km² és több mint 4.5 millió embernek ad otthont (2011). Kelet-Közép-Anglia területén négy nagy város található: Derby, Leicester, Lincoln, Nottingham, és több nagyobb település mint Boston, Loughborough, Mansfield, Northhampton és Skegness. London közelsége és néhány nemzeti autópályához való köttetése miatt a térség gazdasági központja. Mindemellett az East Midlands repülőtér is itt található.

## Földrajz
A régió legmagasabb pontja a 646 méteres Kinder Scout ami a Peak Districk hegyvidék része, Glossop közelében. Kelet-Közép-Anglia közepe durván Bingham és Bottesford között helyezkedik el. Anglia földrajzi közepe pedig a nyugat Leicestershire-i Higham on the Hill város területén található, közel a Kelet- és a Nyugat-Közép-Anglia közti határvonalhoz. A térség 88%-a vidék, viszont a mezőgazdaság csak kevesebb, mint 3%-át adja a régió munkahelyeinek.

### Geológia
A régióban nagy mennyiségű mészkő és olaj mező található. A charnwoodi erdő vulkáni kőzetéről híres, ami a becslések szerint mintegy 600 millió éves.
Az Egyesült Királyságban gyártott cement 25%-át a régióban állítják elő. 

### Környezet
Az East Midlands Biodiversity Partnership által meghatározott Kelet-Közép-Angliai területek, amelyeket mint a biodiverzitás megőrzésének céljából jelöltek ki a következők:
- Peak District
- Sherwood erdő
- Lincolnshire tengerpart
- The Wash
- Rutland és Délnyugat Lincolnshire
- Lincolnshire Limewoods és Heaths
- Derbyshire Peak Fringe és Alsó Derwent
- Humberhead Levels
- Charnwood erdő
- Coversand Heaths
- Rockingham erdő
- Leighland erdő

Az East Midlands Biodiversity Partnership által meghatározott Kelet-Közép-Angliai területek, amelyeket mint a biodiverzitás javításának céljából jelöltek ki a következők: 

- A Nemzeti erdő
- The Lincolnshire Coastal Grazing Marshes
- The Fens
- Lincolnshire Wolds
- The Coalfields
- The Daventry Grasslands
- The Yardley-Whittlewood Ridge

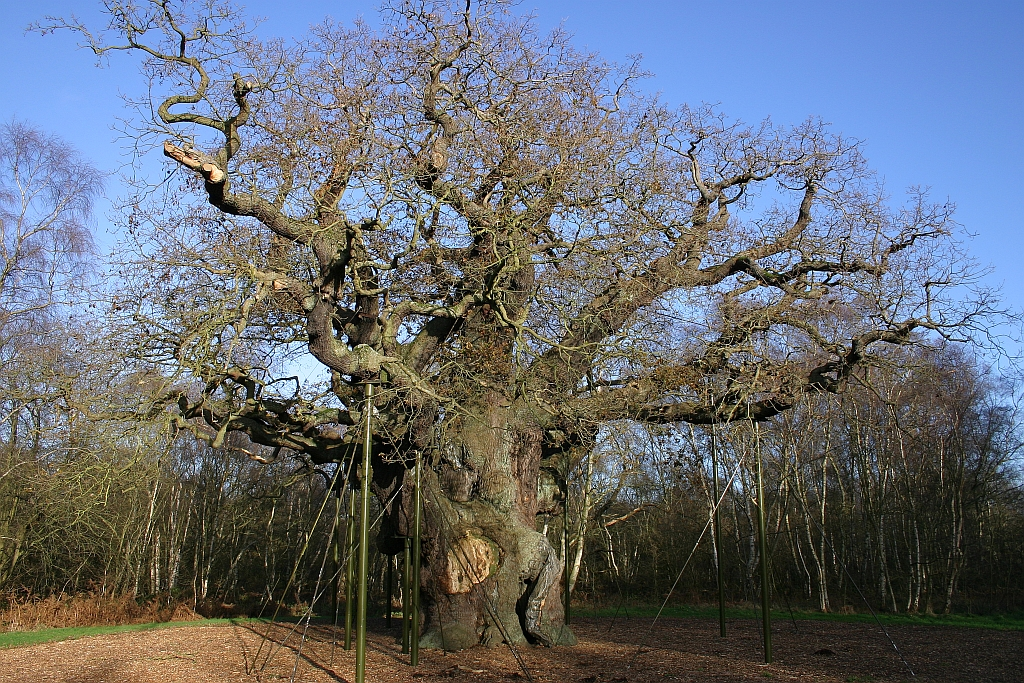
Major tölgy („az Őrnagy”) a sherwoodi erdőben

Két nemzeti szinten kiemelkedő természeti szépségű területe van: a Peak District és a Lincolnshire Wolds.

### Erdészet
A régió déli részében több város is, mint: Market Harborough, Desborough, Rothwell, Corby, Kettering, Thrapston, Oundle és Stamford az egykori Rockingham erdő határain belül fekszenek - ami egy királyi erdő volt. Ezt az erdőt jelölte ki I. Vilmos angol király, mint vadászerdőt, mindemellett már korábban is régóta használtak az angol királyi udvarban.
A nottinghamshire-i sherwoodi erdő sok látogatót vonz, talán a legjobban Robin Hood legendája miatt ismert.

## Kormányzás
A térség regionális pénzügyi támogatási határozatait az East Midlands Tanács hozza, melynek székhelye Melton Mowbray-ben van. Ez a Tanács nem választott testület, hanem tagjait a régió helyi önkormányzatainak képviselői alkotják.
Az East Midlands Feljelsztési Ügynökség a notthingham-i BBC East Midlands irodája mellett a fő központ ahol a pénzügyi döntéseket hozzák a régió gazdasági fejlődésének érdekében.
Mivel azonban a konzervatív-liberális-demokrata koalíciós kormány megkezdte a kiadások csökkentését miután sikert arattak a 2010-es általános választásokon, azok a feladatok amelyek olyan regionális szervetek láttak el, mint a Regionális Fejlesztési Ügynökségek áthárultak kisebb megyei szintű csoportokra. Ma a régió egészére nézve nincs semmilyen jelentős pénzügyi vagy tervezési jogkörrel rendelkező hatalom.

## Közigazgatási felosztása
| Térkép                                   | Ceremoniális megye (Ceremonial county) | Shire megye / Egységes hatóság (Unitary Authority) | Nem-nagyvárosi kerületek (Non-metropolitan districts)                                                                                     |
| ---------------------------------------- | -------------------------------------- | -------------------------------------------------- | --- |
| Kelet-Közép-Anglia közigazgatási térképe | Derbyshire                             | 1. Derbyshire                                      | a) High Peak, b) Derbyshire Dales, c) Dél-Derbyshire, d) Erewash, e) Amber Valley, f) Északkelet-Derbyshire, g) Chesterfield, h) Bolsover |
| Kelet-Közép-Anglia közigazgatási térképe | Derbyshire                             | 2. Derby U.A.                                      | |
| Kelet-Közép-Anglia közigazgatási térképe | Nottinghamshire                        | 3. Nottinghamshire                                 | a) Rushcliffe, b) Broxtowe, c) Ashfield, d) Gedling, e) Newark and Sherwood, f) Mansfield, g) Bassetlaw                                   |
| Kelet-Közép-Anglia közigazgatási térképe | Nottinghamshire                        | 4. Nottingham U.A.                                 | |
| Kelet-Közép-Anglia közigazgatási térképe | Lincolnshire (csak részben)            | 5. Lincolnshire                                    | a) Lincoln, b) Észak-Kesteven, c) Dél-Kesteven, d) South Holland, e) Boston, f) Kelet-Lindsey, g) Nyugat-Lindsey                          |
| Kelet-Közép-Anglia közigazgatási térképe | Leicestershire                         | 6. Leicestershire                                  | a) Charnwood, b) Melton, c) Harborough, d) Oadby és Wigston, e) Blaby, f) Hinckley és Bosworth, g) Északnyugat-Leicestershire             |
| Kelet-Közép-Anglia közigazgatási térképe | Leicestershire                         | 7. Leicester U.A.                                  | |
| Kelet-Közép-Anglia közigazgatási térképe | 8. Rutland                             |                                                    | |
| Kelet-Közép-Anglia közigazgatási térképe | 9. Northamptonshire                    | a, b, c) Nyugat-Northamptonshire U.A.              | a, b, c) Nyugat-Northamptonshire U.A. |
| Kelet-Közép-Anglia közigazgatási térképe | 9. Northamptonshire                    | d, e, f, g) Észak-Northamptonshire U.A.            | |

## Népesség és település
Kelet-Közép-Anglia legnagyobb települései: Nottingham, Leicester, Derby, Chesterfield, Kettering, Lincoln, Loughborough, Mansfield és Northampton. Leicester a régió legnagyobb városa, míg Notthingham városi területéhez tartozik a legnagyobb agglomeráció.

## Fordítás
Ez a szócikk részben vagy egészben  az   East Midlands című angol Wikipédia-szócikk fordításán alapul.  Az eredeti cikk szerkesztőit annak laptörténete sorolja fel. Ez a jelzés csupán a megfogalmazás eredetét és a szerzői jogokat jelzi, nem szolgál a cikkben szereplő információk forrásmegjelöléseként.